# 高梨健太
高梨 健太（たかなし けんた、1997年3月25日 - ）は、日本の男子プロバレーボール選手である。

## 来歴
山形県山形市出身。小学6年生の頃、兄の影響を受けてバレーボールを始める。
山形城北高等学校を経て日本体育大学に入学。2015-2016年にU-21日本代表に選出される。
2018年10月に、豊田合成トレフェルサ（現・ウルフドッグス名古屋）に入団内定。内定選手としてV1・ファイナルステージに2セット出場した。
2019-20シーズン、2019年7月、イタリア・ナポリで開催された第30回ユニバーシアード競技大会にユニバーシアード日本代表として出場。
2020年、日本代表に初選出された。
2021年にも選出され、東京五輪代表最終メンバーにも選出された。
2021-22シーズン、チームの天皇杯優勝とV1準優勝に貢献し、V1ではベスト6を受賞した。
2022年10月13日、2022-23シーズンよりプロバレーボール選手として活動すると自身のSNSで報告した。
2025年5月、2024-25シーズン限りでの退団が発表された。6月に日本製鉄堺ブレイザーズ入団が発表された。

## 球歴
- U-21日本代表 - 2015-2016年
- ユニバーシアード日本代表 - 2019年
- 日本代表 （2020-2024年）
  - オリンピック - 2021年
  - 世界選手権 - 2022年
  - バレーボールネーションズリーグ - 2021年、2022年
  - アジア選手権 - 2021年

## 所属チーム
- 山形城北高等学校 （2012-2015年）
- 日本体育大学 （2015-2019年）
- ウルフドッグス名古屋（2019-2025年）
- 日本製鉄堺ブレイザーズ（2025年-）

## 受賞歴
- 2022年 - 2021-22 V.LEAGUE DIVISION1 MEN ベスト6